# Igornay
Igornay település Franciaországban, Saône-et-Loire megyében. Lakosainak száma 513 fő (2022. január 1.). Igornay Voudenay, Viévy, Barnay, Cordesse, Dracy-Saint-Loup és Saint-Léger-du-Bois községekkel határos.

## Népesség
A település népességének változása:
| Lakosok száma | 545  | 544  | 557  | 539  | 530  | 524  | 529  | 523  | 513  |
|               | 2013 | 2015 | 2016 | 2017 | 2018 | 2019 | 2020 | 2021 | 2022 |